# Chasteugai
Châteaugay és un municipi francès situat al departament del Puèi Domat i a la regió d'Alvèrnia-Roine-Alps. L'any 2007 tenia 3.090 habitants.

## Demografia

### Població
El 2007 la població de fet de Châteaugay era de 3.090 persones. Hi havia 1.250 famílies de les quals 298 eren unipersonals (131 homes vivint sols i 167 dones vivint soles), 414 parelles sense fills, 474 parelles amb fills i 64 famílies monoparentals amb fills.
La població ha evolucionat segons el següent gràfic:
Habitants censats

### Habitatges
El 2007 hi havia 1.347 habitatges, 1.281 eren l'habitatge principal de la família, 14 eren segones residències i 52 estaven desocupats. 1.171 eren cases i 174 eren apartaments. Dels 1.281 habitatges principals, 936 estaven ocupats pels seus propietaris, 318 estaven llogats i ocupats pels llogaters i 26 estaven cedits a títol gratuït; 19 tenien una cambra, 48 en tenien dues, 190 en tenien tres, 415 en tenien quatre i 609 en tenien cinc o més. 1.011 habitatges disposaven pel capbaix d'una plaça de pàrquing. A 440 habitatges hi havia un automòbil i a 755 n'hi havia dos o més.

### Piràmide de població
La piràmide de població per edats i sexe el 2009 era:
| Homes | Edats   | Dones |
| ----- | ------- | ----- |
| 0     | 95 o +  | 4     |
| 0     | 90 a 94 | 0     |
| 8     | 85 a 89 | 16    |
| 12    | 80 a 84 | 16    |
| 28    | 75 a 79 | 44    |
| 28    | 70 a 74 | 88    |
| 76    | 65 a 69 | 76    |
| 72    | 60 a 64 | 76    |
| 88    | 55 a 59 | 80    |
| 128   | 50 a 54 | 100   |
| 148   | 45 a 49 | 172   |
| 136   | 40 a 44 | 100   |
| 96    | 35 a 39 | 96    |
| 92    | 30 a 34 | 100   |
| 76    | 25 a 29 | 116   |
| 88    | 20 a 24 | 120   |
| 124   | 15 a 19 | 76    |
| 76    | 10 a 14 | 80    |
| 84    | 5 a 9   | 84    |
| 44    | 0 a 4   | 80    |

## Economia
El 2007 la població en edat de treballar era de 2.028 persones, 1.500 eren actives i 528 eren inactives. De les 1.500 persones actives 1.399 estaven ocupades (730 homes i 669 dones) i 102 estaven aturades (43 homes i 59 dones). De les 528 persones inactives 253 estaven jubilades, 150 estaven estudiant i 125 estaven classificades com a «altres inactius».

### Ingressos
El 2009 a Châteaugay hi havia 1.298 unitats fiscals que integraven 3.204,5 persones, la mediana anual d'ingressos fiscals per persona era de 21.135 €.

### Activitats econòmiques
Dels 132 establiments que hi havia el 2007, 3 eren d'empreses extractives, 2 d'empreses alimentàries, 2 d'empreses de fabricació de material elèctric, 9 d'empreses de fabricació d'altres productes industrials, 37 d'empreses de construcció, 19 d'empreses de comerç i reparació d'automòbils, 4 d'empreses de transport, 10 d'empreses d'hostatgeria i restauració, 1 d'una empresa financera, 9 d'empreses immobiliàries, 18 d'empreses de serveis, 12 d'entitats de l'administració pública i 6 d'empreses classificades com a «altres activitats de serveis».
Dels 42 establiments de servei als particulars que hi havia el 2009, 1 era una oficina de correu, 1 una oficina bancària, 2 tallers de reparació d'automòbils i de material agrícola, 1 taller d'inspecció tècnica de vehicles, 5 paletes, 5 guixaires pintors, 4 fusteries, 8 lampisteries, 3 electricistes, 1 empresa de construcció, 4 perruqueries, 5 restaurants i 2 agències immobiliàries.
Dels 7 establiments comercials que hi havia el 2009, 1 era una gran superfície de material de bricolatge, 1 una botiga de més de 120 m², 1 una fleca, 1 una carnisseria, 1 una llibreria, 1 una botiga de mobles i 1 una floristeria.
L'any 2000 a Châteaugay hi havia 20 explotacions agrícoles que ocupaven un total de 96 hectàrees.

## Equipaments sanitaris i escolars
L'únic equipament sanitari que hi havia el 2009 era una farmàcia.
El 2009 hi havia 1 escola maternal i 1 escola elemental.

## Poblacions més properes
El següent diagrama mostra les poblacions més properes.